# Музей Сходу Даремського університету
Музе́й Схо́ду Да́ремського університе́ту, також Музе́й Гюльбенкя́на — музей Даремського університету в Даремі, Англія, заснований в 1960 році.
Цей університетський музей має у своєму розпорядженні колекцією понад 30000 китайських, єгипетських, корейська, японська й інших далекосхідних та азійських артефактів. Музей був побудований в зв'язку з необхідністю зібрати в одному місці експозицію східних артефактів, які використовуються в Школі східних досліджень, які раніше були розкидані в різних університетських приміщеннях. Музей Сходу, нарівні із студентами відомого навчального закладу країни, є популярним закладом для місцевої громади та відвідувачів університету